# Myriam Cameros Sierra
Myriam Cameros Sierra (Pamplona, 7 de julio de 1978) es una ilustradora, artista plástica y grafitera española.

## Biografía
Pasó su niñez en Carcastillo, un pueblo de la Ribera de Navarra. Es licenciada en Bellas Artes por la Universidad Politécnica de Valencia. Completó su formación con un posgrado de Ilustración Aplicada IDEP, Arte Electrónico y animación ESDI, y un Master en Literatura Infantil y Juvenil por la Universidad Autónoma de Barcelona.
Compagina su labor de ilustradora con la docencia, facilitando y acompañando diferentes procesos creativos y expresivos individuales y colectivos; y realizando talleres de álbum ilustrado, seminarios y talleres relacionados con la ilustración, abordando la necesidad del alfabetismo visual crítico en un mundo rodeado de imágenes como alternativa a las grandes producciones gráficas.
Es una artista multidisciplinar de cómic, ilustración y animación. Su obra puede verse en grandes murales como en prendas de ropa, prensa gráfica, revistas, publicaciones. Colabora semanalmente en la revista On con su tira A cuestas conmigo.

## Obras ilustradas
Sus obras son referentes para trabajar temas como la coeducación, la homofobia, la violencia de género o la ecología.
- La Cenicienta que no quería comer perdices (Editorial Planeta, 2009) con Nunila López Salamero de guionista.[4]
- Cuentos para Antes de Despertar (considerado "bestseller") (Editorial Planeta, 2012 y reedición en 2018) con Nunila López Salamero de guionista.[5]
- Bestiario secreto de niñas malas (Editorial Planeta, 2018) con Gabriela Larralde de guionista.[6]
- Tierra Trágame (Editorial Bruguera, 2019) con David Priego de guionista.[7]

## Premios y reconocimientos
- XVII edición de los Premios Racimo y Filoxera: Premio Racimo (2009) por La Cenicienta que no quería comer perdices.[8]
- I Premio Bruguera de Cómic y Novela Gráfica 2019 por Tierra Trágame.[9]